# 杉安駅
杉安駅（すぎやすえき）は、かつて宮崎県西都市大字南方に設置されていた、日本国有鉄道（国鉄）妻線の駅（廃駅）である。妻線の廃止に伴い、1984年（昭和59年）12月1日に廃駅となった。同線の終着駅であった。
当駅と湯前線湯前駅を結ぶ鉄道の計画があったが、実現しなかった。宮崎駅から妻駅・当駅を経由して湯前駅を結ぶ国鉄バス日肥線がその先行路線の役割を持っていた。

## 歴史
- 1922年（大正11年）8月20日：鉄道省妻軽便線（→妻線）妻駅 - 当駅間延伸開業に伴い、新設。一般駅。[1]
- 1944年（昭和19年）12月1日[注釈 1]：妻駅 - 当駅間が不要不急線として休止となり、当駅も営業休止[2]。
- 1947年（昭和22年）3月20日：妻駅 - 当駅間の営業再開[3]。
- 1971年（昭和46年）2月1日：専用線を除く貨物営業を廃止[1]。
- 1972年（昭和47年）3月15日：専用線の貨物取り扱いを廃止[1]（妻線の貨物営業が廃止となる）。
- 1983年（昭和58年）4月1日：荷物の取り扱いを廃止し[4]、無人駅化[5]。
- 1984年（昭和59年）12月1日：妻線の全線廃止に伴い、廃駅となる[1]。

## 駅構造
廃止時は単式ホーム1面1線を有する無人駅で、本線の他に機回し線が敷設されていた。

## 隣の駅
日本国有鉄道
妻線
穂北駅 - 杉安駅